# Savenès
Savenès is een gemeente in het Franse departement Tarn-et-Garonne (regio Occitanie) en telt 811 inwoners (2019). De plaats maakt deel uit van het arrondissement Montauban.
De gemeente werd in 1901 opgericht door afsplitsing van Verdun-sur-Garonne.

## Geografie
De oppervlakte van Savenès bedraagt 22,7 km², de bevolkingsdichtheid is 36 inwoners per km².
De onderstaande kaart toont de ligging van Savenès met de belangrijkste infrastructuur en aangrenzende gemeenten.

## Demografie
In 1901 telde de gemeente 681 inwoners.
Onderstaande figuur toont het verloop van het inwonertal (bron: INSEE-tellingen).